# اتحادیه فوتبال اسواتینی
اتحادیه فوتبال اسواتینی نهاد اداره‌کننده مسابقات فوتبال و فوتسال در کشور اسواتینی است.
این فدراسیون که در سال ۱۹۶۸ تأسیس شده عضو کنفدراسیون فوتبال آفریقا و فیفا نیز می‌باشد و مقر آن در شهر امبابانه است.